# GM BTV

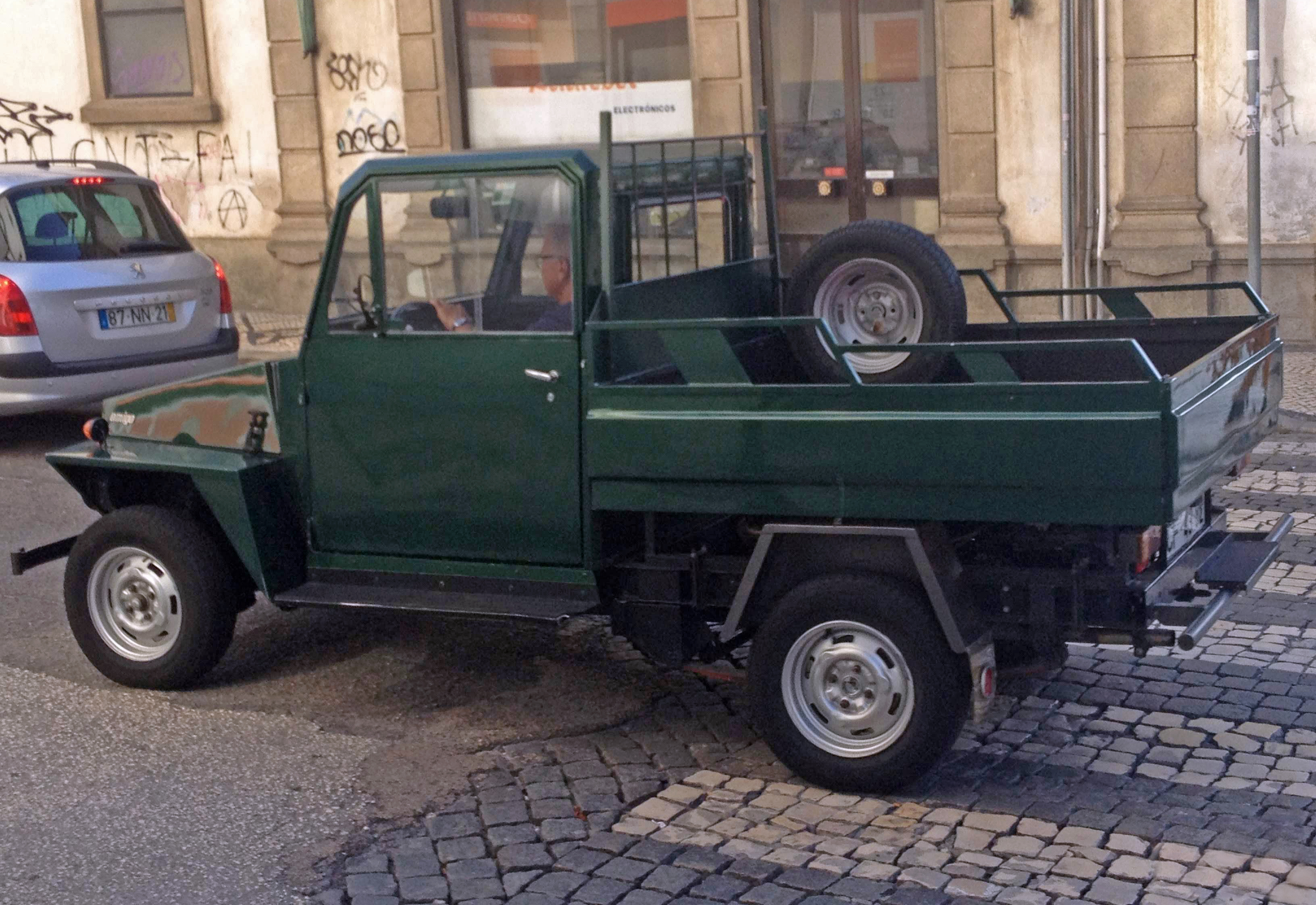
De GM Amigo in Portugal, een van de vele versies van de BTV

De GM BTV (Basic Transportation Vehicle) was een door door General Motors Oversees Operations ontwikkelde eenvoudige bestelwagen. De auto werd ontwikkeld met ontwikkelingslanden in het achterhoofd: De auto zou ter plaatste geproduceerd worden en moest de aanschaf van een auto voor een nieuw publiek toegankelijk maken. General Motors verkocht aan ondernemers de blauwdrukken voor de auto, die dan ter plaatste gemaakt werd. Om de kosten voor deze ondernemers laag te houden, was de carrosserie met opzet eenvoudig gehouden, met rechte stukken blik. De motor, versnellingsbak e.d. werden door de General Motors-dochter Bedford geleverd en waren in principe gelijk aan die van de Bedford HA.
De auto kreeg lokaal meestal een andere naam:
- Amigo (Costa Rica) - De firma Techno S.A. uit San José bouwde deze voertuigen vanaf 1974.
- Andino (Ecuador) - De firma Aymesa (Automóviles y Máquinas del Ecuador) bouwde deze voertuigen vanaf mei 1973, later besloot deze firma de auto als GM Amigo te verkopen. Productie duurde tot 1983 en meer dan duizend stuks zouden geproduceerd zijn.
- Bedford Harimau (Maleisië) - Vanaf 1972 geproduceerd door General Motors Malaysia in Johor Bahru.
- Boafo (Ghana)
- Chato (Guatemala) - De firma Industrias Superior zou vanaf 1977 deze voertuigen bouwen.
- Cherito (El Salvador) - De firma CIDEA bouwde vanaf 1974 deze voertuigen. Een kleine 500 stuks zouden geproduceerd zijn.
- Compadre (Honduras) - De firma CEFA (Centroamericana de Ensamblaje y Fabricación) zou deze voertuigen maken.
- GM Amigo (Portugal en Ecuador), in sommige bronnen enkel Amigo. - In Portugal was de fabrikant General Motors de Portugal in Azambuja.
- Harabas (Filipijnen) - De firma General Motors Philippines in Manila was producent.
- Mitai (Paraguay) - De firma Tecnomotors SA was producent.
- Moetete (Suriname) - De firma Fernandes Autohandel was producent.
- Morina (Indonesië) - Morina (Mobil Rakyat Indonesia) werd door PT Garmak Motor Ltd geproduceerd. Deze firma kwam voort uit de Indonesische tak van General Motors, die GM verkocht in de jaren '50.
- Pinolero (Nicaragua) - De firma Indevesa bouwde deze auto.
- Plai Noi (Thailand) - Asoke Engineering bouwde vanaf 1974 dit voertuig.
- Tapir (Guyana) - AINLIM (Associated Industries Ltd) uit Ruimveldt bouwde dit voertuig.
- Zonse (Malawi) - CATCO (Central African Transport Company) bouwde dit voertuig.

Daarnaast zou het ook in Bangladesh door Pragoti Industries gebouwd zijn vanaf 1974, maar hier is geen naam bekend. Ook zou de wagen in Kenia en Nigeria gebouwd zijn.